# Reputation
Reputation (стилізовано як reputation; англ. Репутація) — шостий студійний альбом американської співачки Тейлор Свіфт. Він вийшов 10 листопада 2017 року, ставши останнім релізом на лейблі на Big Machine Records. Альбом створили Джек Антонофф, Макс Мартін, Shellback та сама Тейлор Свіфт, яка стала також його виконавчим продюсером. До роботи були залучені інші артисти: англійський співак Ед Ширан та американський репер Future. За тиждень до випуску Reputation, його попередні замовлення складали понад 400 000 одиниць у Сполучених Штатах. Billboard заявив, що це вдвічі перевищує кількість попередніх продажів попереднього релізу Тейлор — 1989. 
На концепцію альбому Тейлор Свіфт надихнув фентезійний серіал «Гра престолів», зокрема, на думку критиків, вона розділила його на дві частини: одна — про негативні сторони слави та викликаний нею гнів, а інша — про «кохання посеред метушні». Платівку співачка написала під час усамітнення від публічних виступів як «механізм захисту» від нестримної уваги ЗМІ, спрямованої на неї, і як засіб змінити свій душевний стан. Reputation — це насамперед електропоп і R&B платівка, що складається з запрограмованих драм-машин, синтезаторів, маніпуляційного вокалу та впливу таких жанрів, таких як хіп-хоп і EDM. Альбом отримав переважно позитивні відгуки від публіки та музичних журналістів, що відзначали підняті в ньому теми та оновлене для Свіфт звучання.
25 серпня 2017 року вийшов лід-сингл «Look What You Made Me Do». Пісня поставила кілька світових рекордів, включаючи найбільшу кількість потоків зі стрімінгу через Spotify за 24 години та найшвидше для жінок досягнення першого місця у чарті US iTunes. Музичне відео було вперше показано на церемонії MTV Video Music Awards та набрало 43,2 млн переглядів на каналі YouTube у перші добу, побивши рекорд, встановлений у 2015 році хітом «Hello» співачки Адель. Пізніше відбувся реліз й інших композицій для просування платівки; ними стали промосингли «…Ready For It?» та «Gorgeous», а також сингли «New Year's Day», «End Game», записаний з Едом Шираном та Future, «Delicate» та «Getaway Car».

## Передісторія
П’ятий студійний альбом Тейлор Свіфт під назвою 1989 вийшов у жовтні 2014 року. Його стилістика відрізнялася від минулих робіт співачки: вона відійшла від кантрі-музики, щоб зосередитися на жанрі поп. Платівка отримала загалом позитивні відгуки від критиків та була продана тиражем 10 мільйонів фізичних примірників; крім того, супровідний світовий тур став найкасовішим у 2015 році. Сингли з альбому потрапили у чарт Billboard Hot 100, де домінували більше півтора року, що видання Billboard описало як «свого роду культурну всюдисущість, рідкість для альбому 2010-х». 
Після релізу 1989 Свіфт отримала статус «попікони»: її почали частіше обговорювати в ЗМІ; особливу увагу отримала її аполітичність, особисте життя. Зокрема, таблоїди оприлюднили її короткочасні романтичні стосунки з шотландським продюсером Калвіном Гаррісом і англійським актором Томом Гіддлстоном, а також ворожнечу з репером Каньє Вестом та його тодішньою дружиною Кім Кардаш'ян через пісню Веста «Famous», у якій він стверджує, що зробив Свіфт відомою. І хоча сама виконавиця сказала, що ніколи не погоджувалася на згаданий текст, Кардаш'ян опублікувала запис телефонного зв'язку між її чоловіком та Тейлор, на якому остання погодилася на згадку її імені в композиції. Після суперечки з Вестом, Свіфт почали називати «фальшивою», вважаючи, що скандал був спланований для того, щоб її ім'я продовжувало з'являтися в заголовках. Колишня репутація «улюблениці Америки», яку приписували приземленому та позитивному іміджу співачки, почала згасати. Бурхливі події зробили її темою онлайн-гештегу «#IsOverParty», який її недоброзичливці використовували у своїх постах, називаючи Тейлор «змією». В той же час вона отримала перемогу в судовому процесі щодо сексуального насильства над нею, після того, як Девід Мюллер, тодішній працівник радіо, домагався її. Попри те, що співачці вдалося перемогти, це мало мінімальний вплив на покращення її образу. Розглядали також «дівочий загін» подруг Тейлор, який включав фотомоделей, акторок і співачок та який отримав негативну реакцію за нібито «просування хибної ідеї фемінізму», зокрема The Daily Telegraph назвав учасниць загону «неймовірно красивими жінками, які хизуються неймовірно ідеальним життям». Свіфт ставала дедалі стриманішою у соціальних мережах, уникала преси й згодом оголосила про тривалу перерву.

## Запис
В інтерв’ю для видання Rolling Stone у 2019 році Свіфт сказала, що для написання нового альбому вона дотримувалася стилю її пісні «Blank Space» 2014 року, яка сатирично критикує її саму за те, що вона зустрічалася із «занадто багатьма людьми» у свої двадцять років. За словами співачки, Reputation був написаний з точки зору людини, якою її вважали інші. Попри те, що плітки щодо життя Тейлор в ЗМІ були основним та головним джерелом натхнення для створення платівки, повторювані раніше теми щодо кохання та дружби, які домінували в інших роботах Свіфт, залишилися майже недоторканими. Вона додала, що «серед „битви, що вирує зовні“, вона знайшла розраду в спокійних хвилинах із важливими для себе людьми й почала створювати нове приватне життя на власних умовах вперше з початку усієї своєї кар'єри». На думку самої Тейлор Свіфт, під час усамітнення від публічних виступів вона написала новий альбом як «власний механізм захисту» від нестримної уваги суспільства, спрямованої на неї, і як засіб змінити свій душевний стан. Загалом, Тейлор назвала Reputation своїм найбільш катарсисним альбомом, який вона хотіла зробити протягом багатьох років: «Після того, як я закінчила його, я подумала: „Тепер я можу знову повернутися до написання звичайних пісень“».
Свіфт почала записувати Reputation в Нашвіллі у вересні 2016 року й працювала над ним з двома командами паралельно: першу очолював Джек Антонофф (відомий роботою з Ланою Дель Рей, Lorde, Fifth Harmony, Florence and the Machine, The 1975), а другу — Макс Мартін (Брітні Спірс, Кеті Перрі, Maroon 5) і Shellback (P!nk, Авріл Лавін, Аріана Ґранде, Адель); усі вони також продюсували попередній альбом співачки. Залучивши до роботи меншу продюсерську групу, вона сподівалася, що нова платівка буде узгодженішою, але все ж «достатньо універсальною». Сама Тейлор Свіфт стала виконавчим продюсером альбому та співавтором усіх його 15 пісень: Мартін і Shellback допомогли створити дев'ять з них, а Антонофф — решту шість. Були також музиканти, що взяли участь у записі конкретних пісень, а саме: Алі Пайамі (« ...Ready for It?»), Оскар Геррес («So It Goes...») і Оскар Голтер («Dancing With Our Hands Tied»). До єдиної колаборації (трек «End Game») були залучені англійський співак і автор пісень Ед Ширан та американський репер Future. Сеанси запису здебільшого відбувалися в домашній студії Антоноффа в Брукліні, але також включали декілька поїздок до Атланти та Каліфорнії, щоб можна було працювати з іншими продюсерами. Він хотів, щоб Свіфт зафіксовувала свої емоції в певні моменти, що призвело до «дуже інтенсивної роботи». Оскільки Тейлор хотіла записати альбом у таємниці, Антонофф тримав свій студійний комп’ютер в автономному режимі, щоб запобігти можливому витоку в Інтернет, а також видаляв усі пробні записи після завершення зведення та мастерингу пісень.

## Назва та обкладинка
За словами Свіфт на організованому компанією AT&T у 2018 році в Чикаго фан-заході, попри те, що раніше вона вибирала назви для своїх альбомів переважно на останніх етапах їх створення, цього разу ще до початку запису вона знала, що хотіла б назвати його Reputation. Саме після цього вибору співачка почала працювати над концепцією платівки й пізніше заявила, що альбом мав «своєрідну лінійну часову шкалу», яка починалась з того, що вона відчувала, коли приступила до роботи, і перейшла до того, як все змінилося на момент його випуску. Обкладинка для Reputation створена творчим дуетом фотографів Mert and Marcus у Лондоні, травень 2017. Вона зображає фотографію Свіфт з її фірмовою помадою та зачесаним волоссям у сірому светрі та чокері, на яку накладені численні газетні заголовки, в яких згадане її ім'я. Шрифт, який використовується для заголовків, нагадує шрифт New York Times.

## Музичний стиль
Reputation — це переважно електропоп-альбом із впливом багатьох інших жанрів, зокрема хіп-хопу, трепу та R&B. Мелодії характеризуються використанням пульсуючих синтезаторів та гучних, інтенсивних запрограмованих драм-машин. На думку критиків, голос Свіфт сильно спотворений, накладений кількома доріжками. Вони також визнали Reputation «важчим, гучнішим і темнішим за його яскравий синті-поп попередник, альбом 1989, тоді як Ніл МакКормік з The Daily Telegraph назвав його «великим, зухвалим й палаючим вибухом попмузики». Сама Тейлор Свіфт порівняла звучання платівки із зображенням «нічного міського пейзажу, старих складських безлюдних будівель і фабричних приміщень». Надихнувшись серіалом «Гра престолів», співачка розділила альбом на дві частини: один містить пісні про славу, помсту та драму, а інший — про «кохання посеред метушні». Зокрема, саме персонажі серіалу та його певні сюжетні лінії, які Свіфт вважала «загадковими», спонукали її вдосконалити пісні, включивши до них «таємничі» повідомлення, за допомогою яких вона хотіла «поспілкуватися» з шанувальниками: композиція «I Did Something Bad» була натхненна змовою Санси та Арії Старк про вбивство Мізинця, «Look What You Made Me Do» — «списком вбивств» Арії Старк, а «King of My Heart» — романом Данерис Таргарієн та Хала Дрого.
Перша половина альбому, що складається переважно з треків, створених Максом Мартіном і Shellback, є порівняно важчою за звучанням. Видання The Atlantic написало, що перші чотири треки —                 «…Ready for It?», «End Game», «I Did Something Bad» і «Don't Blame Me» — особливо агресивні. Крім того, на думку різних критиків, «…Ready for It?» має «індустріальну продукцію, підкріплену потужною басовою лінією», «End Game» містить треп-ритми, в композиції «I Did Something Bad» вплив дабстепу починає «повільно зменшуватися», тоді які «Don't Blame Me» характеризується готичним, орієнтованим на госпел звуком. «Look What You Made Me Do» відрізняється використанням модульних синтезаторів, барабанів та гітари у другому передприспіві й включає інтерполяцію треку «I'm Too Sexy» (1991) англійського гурту Right Said Fred. Балада «So It Goes...» характеризується атмосферним треп-поп стилем, «King of My Heart» включає стрімкі клавішні інструменти, а «Dancing with Our Hands Tied» оснащено бурхливими ритмами та EDM-рефреном. Друга половина Reputation, заснована здебільшого на основі синті-поп роботи Джека Антоноффа, що нагадує музику 1980-их, створює дещо м’якше та емоційніше звучання: «Dress» містить «спекотну» постановку з ритмом, що легко запам'ятовується, та фальцетним вокалом, а «Getaway Car» і «Call It What You Want» — схожі за своєю «атмосферністю», що притаманна синті-поп жанру. Заключний трек, фортепіанна балада «New Year's Day», є яскравим контрастом до решти альбому; він охоплює випадкові гітарні та легкі синтезаторні гармонії.

## Промокомпанія та комерційне сприйняття
18 серпня 2017 року Свіфт зробила всі свої облікові записи в соціальних мережах приватними, що підштовхнуло ЗМІ до спекуляцій щодо нової музики співачки. Цього ж місяця вона завантажила беззвучні чорно-білі короткі відео зі зображенням змій в Instagram; символ змії був натхненний конфліктом Свіфт із Вестом і Кардаш'ян та займав важливе місце в рекламній кампанії, а також концепції альбому. 23 серпня співачка оголосила назву майбутнього релізу — Reputation і опублікувала його обкладинку, що пізніше її розкритикували критики й вона ввійшла до списку найгірших обкладинок 2017 року. Попри те, що Свіфт активно рекламувала свої попередні альбоми, даючи численні інтерв’ю пресі та виступаючи на телебаченні, вона відмовилася від такої кампанії для Reputation. Натомість вона проводила ексклюзивні попередні таємні сеанси прослуховування платівки для своїх шанувальників, обраних із соціальних мереж, влаштовуючи їх у себе вдома в Род-Айленді, Лос-Анджелесі, Лондоні та Нашвіллі. Загалом сеанси були зарезервовані для 500 фанатів Тейлор; кадри зі заходів були опубліковані Good Morning America 7 листопада 2017 року. Крім того, Свіфт з'явилася на обкладинці британського Vogue, для якого вона призначила власних фотографів і опублікувала власноруч написаний вірш замість інтерв’ю. В розмові зі Зейном Лоу для Apple Music у травні 2019 року співачка пояснила, що відмовилася від інтерв’ю під час промокомпанії Reputation, оскільки не відчувала потреби „пояснювати“ альбом й бажала лише передати свої почуття щодо суперечок через її музику.
Альбом вийшов 10 листопада 2017 року разом із двома виданнями журналу під назвою Reputation, який був доступний суто через корпорацію Target. Також Тейлор почала співпрацювати з дистриб'юторською компанією Ticketmaster для створенні унікальної схеми комплектації. У цій схемі ті, хто хотів би придбати квитки на концерти Свіфт, які часто швидко розпродаються, можуть отримати пріоритет у черзі на покупку, попередньо замовивши альбом Reputation у фізичних версіях. 7 листопада телевезійна мережа Bloomberg повідомила, що альбом буде відключений від стрімінгових сервісів протягом невизначеного часу і буде доступний лише для придбання у різних форматах.

## Список композицій
| Стандартне видання | Стандартне видання                        | Стандартне видання                                               | Стандартне видання      | Стандартне видання |
| #                  | Назва                                     | Автор                                                            | Продюсер(и)             | Тривалість         |
| ------------------ | ----------------------------------------- | ---------------------------------------------------------------- | ----------------------- | ------------------ |
| 1.                 | «...Ready for It?»                        | Тейлор Свіфт Макс Мартін Shellback Ali Payami                    | Мартін Shellback Payami | 3:28               |
| 2.                 | «End Game» (разом з Ed Sheeran та Future) | Свіфт Мартін Shellback Ed Sheeran Nayvadius Wilburn              | Мартін Shellback        | 4:04               |
| 3.                 | «I Did Something Bad»                     | Свіфт Мартін Shellback                                           | Мартін Shellback        | 3:58               |
| 4.                 | «Don't Blame Me»                          | Свіфт Мартін Shellback                                           | Мартін Shellback        | 3:56               |
| 5.                 | «Delicate»                                | Свіфт Мартін Shellback                                           | Мартін Shellback        | 3:52               |
| 6.                 | «Look What You Made Me Do»                | Свіфт Jack Antonoff Richard Fairbrass Fred Fairbrass Rob Manzoli | Antonoff Свіфт          | 3:31               |
| 7.                 | «So It Goes...»                           | Свіфт Мартін Shellback Oscar Görres                              | Мартін Shellback Görres | 3:47               |
| 8.                 | «Gorgeous»                                | Свіфт Мартін Shellback                                           | Мартін Shellback        | 3:29               |
| 9.                 | «Getaway Car»                             | Свіфт Antonoff                                                   | Antonoff Свіфт          | 3:53               |
| 10.                | «King of My Heart»                        | Свіфт Мартін Shellback                                           | Мартін Shellback        | 3:34               |
| 11.                | «Dancing with Our Hands Tied»             | Свіфт Мартін Shellback Oscar Holter                              | Мартін Shellback Holter | 3:31               |
| 12.                | «Dress»                                   | Свіфт Antonoff                                                   | Antonoff Свіфт          | 3:50               |
| 13.                | «This Is Why We Can't Have Nice Things»   | Свіфт Antonoff                                                   | Antonoff Свіфт          | 3:27               |
| 14.                | «Call It What You Want»                   | Свіфт Antonoff                                                   | Antonoff Свіфт          | 3:23               |
| 15.                | «New Year's Day»                          | Свіфт Antonoff                                                   | Antonoff Свіфт          | 3:55               |
| 55:38              |                                           |                                                                  |                         |                    |

| Японське розширене видання – Бонусне DVD | Японське розширене видання – Бонусне DVD | Японське розширене видання – Бонусне DVD |
| #                                        | Назва                                    | Тривалість                               |
| ---------------------------------------- | ---------------------------------------- | ---------------------------------------- |
| 1.                                       | «Look What You Made Me Do» (music video) | 4:16                                     |
| 2.                                       | «Look What You Made Me Do» (lyric video) | 3:35                                     |
| 3.                                       | «Look What You Made Me Do» (making of)   | 12:09                                    |
| 20:00                                    |                                          |                                          |

## Чарти
| Чарт (2017)                         | Місце |
| ----------------------------------- | ----- |
| Australian Albums Chart             | 1     |
| Austrian Albums Chart               | 1     |
| Belgian Albums Chart (Фландрія)     | 1     |
| Belgian Albums Chart (Валлонія)     | 9     |
| Canadian Albums Chart               | 1     |
| Czech Albums Chart                  | 2     |
| Danish Albums Chart                 | 3     |
| Dutch Albums Chart                  | 1     |
| Finnish Albums Chart                | 5     |
| French Albums Chart                 | 11    |
| German Albums Chart                 | 2     |
| Greek Albums Chart                  | 3     |
| Hungarian Albums Chart              | 8     |
| Irish Albums Chart                  | 1     |
| Italian Albums Chart                | 3     |
| Japanese Albums Chart               | 3     |
| Japanese International Albums Chart | 1     |
| South Korean Chart                  | 2     |
| Mexican Albums Chart                | 4     |
| New Zealand Albums Chart            | 1     |
| Norwegian Albums Chart              | 1     |
| Polish Albums Chart                 | 6     |
| Portuguese Albums Chart             | 1     |
| Scottish Albums Chart               | 1     |
| South Korean Chart                  | 3     |
| Slovak Albums Chart                 | 4     |
| South African Chart                 | 3     |
| Spanish Albums Chart                | 3     |
| Swedish Albums Chart                | 2     |
| Swiss Albums Chart                  | 1     |
| UK Albums Chart                     | 1     |
| Billboard 200                       | 1     |